# Carrie Henn
Caroline Marie Henn (Ciudad de Panamá, Florida; 7 de mayo de 1976), más conocida como Carrie Henn, es una actriz ocasional y maestra estadounidense, reconocida por su corta carrera cinematográfica interpretando a la pequeña Rebecca Newt Jorden en la película de 1986 Aliens: El regreso.

## Carrera
Carrie Henn es hermana de Christopher Henn, quien también interpretó a su hermano en la película Aliens: El regreso, aunque el papel de Christopher fue mucho más corto en la cinta que el de Carrie.
Su padre era miembro de la Fuerza Aérea de los Estados Unidos y Carrie pasó parte de su infancia en Inglaterra. En una escuela de la pequeña ciudad inglesa de Lakenheath realizó la audición para la película Aliens: El regreso, dirigida por James Cameron. En ella interpretó el papel de Rebecca "Newt" Jorden, una niña superviviente a un ataque alienígena. Henn no tenía ninguna experiencia en el cine antes de rodar la cinta. Desde entonces, nunca ha actuado en otra película u otra producción audiovisual. Sin embargo, continúa apareciendo en documentales, programas de televisión o convenciones especializadas, donde regresa a su experiencia cinematográfica en la segunda película de la saga de Alien. Su actuación en la mencionada cinta le valió la obtención de un premio Saturn por mejor actriz emergente en 1987.
Decidió no continuar una carrera cinematográfica y se graduó en la Universidad Estatal de California en 2000, convirtiéndose en maestra. Vive cerca del condado de Stanislaus, California.

## Filmografía
- 1986 - Aliens: El regreso, como Rebecca "Newt" Jorden.